# 1941 en el cinema
En el món del Cinema, el 1941 van passar alguns fets destacables:

## Pel·lícules més taquilleres
- Estats Units:

1. El sergent York
2. Buck Privates, protagonitzada per Bud Abbott i Lou Costello
3. Tobacco Road
4. Dumbo
5. Que verda era la meva vall

## Oscars
- Millor pel·lícula: Que verda era la meva vall - - 20th Century Fox
- Millor actor: Gary Cooper - El sergent York
- Millor actriu: Joan Fontaine - Sospita

## Pel·lícules estrenades
- Adam Had Four Sons

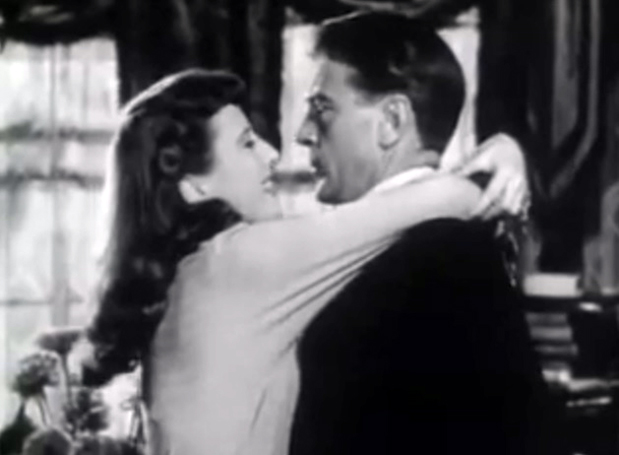
Barbara Stanwyck i Gary Cooper a Bola de foc

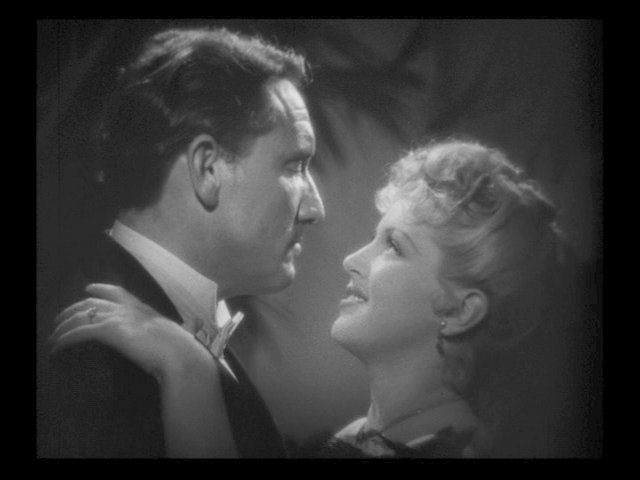
Spencer Tracy i Lana Turner a Dr. Jekyll and Mr. Hyde

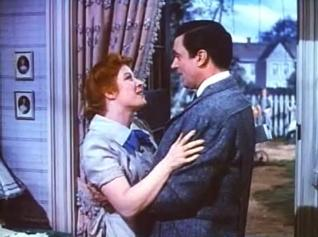
Greer Garson i Walter Pidgeon a Blossoms in the Dust

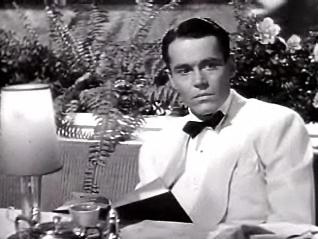
Henry Fonda a The Lady Eve

- Andy Hardy's Private Secretary amb Lewis Stone, Mickey Rooney, Cecilia Parker, i Fay Holden
- Bola de foc amb Gary Cooper i Barbara Stanwyck
- Blossoms in the Dust, amb Greer Garson and Walter Pidgeon
- Broadway Limited Victor McLaglen, Marjorie Woodworth, Dennis O'Keefe, i Patsy Kelly
- Bowery Blitzkrieg
- Buck Privates, amb Bud Abbott i Lou Costello
- Caught in the Draft
- Ciutadà Kane, dirigida i interpretada per Orson Welles
- Dr. Jekyll and Mr. Hyde, amb Spencer Tracy, Ingrid Bergman i Lana Turner
- Dumbo
- Flying Wild
- Forty-Ninth Parallel
- The Gang's All Here amb Frankie Darro i Mantan Moreland
- Hellzapoppin'
- Hit the Road
- Hold That Ghost, amb Bud Abbott i Lou Costello
- Que verda era la meva vall
- In the Navy, amb Bud Abbott i Lou Costello
- Keep 'Em Flying, amb Bud Abbott i Lou Costello
- Kipps
- The Lady Eve
- Life Begins for Andy Hardy amb Lewis Stone, Mickey Rooney, Cecilia Parker, i Fay Holden
- Louisiana Purchase
- Major Barbara
- El falcó maltès, amb Humphrey Bogart
- Man Hunt
- Man Made Monster, amb Lon Chaney Jr. i Lionel Atwill
- Mob Town
- Serenata nostàlgica
- Pride of the Bowery
- Rage in Heaven
- Red River Valley, dirigida per Joseph Kane
- The Reluctant Dragon
- El sergent York
- Shining Victory, amb James Stephenson i Geraldine Fitzgerald
- Skylark
- Sospita
- Spooks Run Wild
- Sullivan's Travels
- Sun Valley Serenade
- Target for Tonight
- Tobacco Road
- Western Union
- The Wolf Man
- You Belong to Me

## Naixements
- 3 de gener - Van Dyke Parks, music, compositor
- 5 de gener - Miyazaki Hayao, director
- 8 de gener - Graham Chapman, còmic
- 9 de gener - Susannah York, actriu
- 14 de gener - Faye Dunaway, actriu
- 20 d'abril - Ryan O'Neal, actor
- 25 de juny - Denys Arcand, guionista, director
- 27 de juny - Krzysztof Kieślowski, director
- 4 d'octubre - Anne Rice, escriptora
- 5 de novembre - Art Garfunkel, cantant, actor
- 9 de desembre - Beau Bridges, actor

## Defuncions
- 4 de gener - Henri Bergson, guionista
- 10 de gener - Joe Penner, actor
- 12 de maig - Ruth Stonehouse, actriu, directora